# Zilverflanken
Zilverflanken (Dentatherinidae) zijn een familie van straalvinnige vissen uit de orde van Koornaarvisachtigen (Atheriniformes).

## Geslacht
- Dentatherina Patten & Ivantsoff, 1983